# Szorce
Szorce – wieś w Polsce położona w województwie podlaskim, w powiecie monieckim, w gminie Trzcianne.
W latach 1975–1998 miejscowość administracyjnie należała do województwa łomżyńskiego.
Według Powszechnego Spisu Ludności z 1921 roku kolonię zamieszkiwało 475 osób, wśród których 469 było wyznania rzymskokatolickiego, a 6 mojżeszowego. Jednocześnie 469 mieszkańców zadeklarowało polską przynależność narodową a 6 żydowską. Było tu 80 budynków mieszkalnych.
Wierni kościoła rzymskokatolickiego należą do parafii św. Apostołów Piotra i Pawła w Trzciannem.